# Waldemar von Radetzky

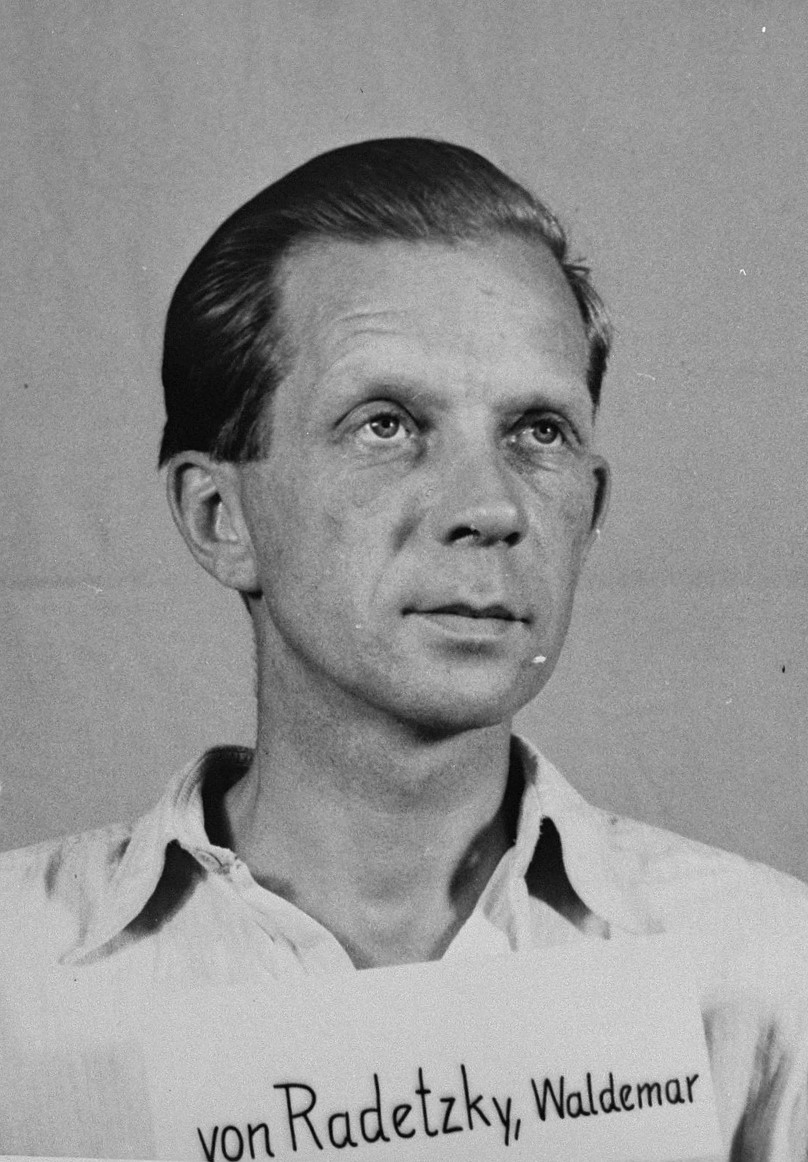
Waldemar von Radetzky beim Einsatzgruppen-Prozess

Waldemar von Radetzky (* 8. Mai 1910 in Moskau; † 21. Februar 1990 in Lindlar) war ein deutsch-baltischer SS-Sturmbannführer, der im Sonderkommando 4a der Einsatzgruppe C am Mord an den Juden in der besetzten Ukraine beteiligt war. Radetzky wurde 1948 im Einsatzgruppen-Prozess zu 20 Jahren Haft verurteilt, jedoch schon 1951 freigelassen. In der Bundesrepublik engagierte er sich in der Deutsch-Baltischen Landsmannschaft.

## Leben

### Herkunft aus Lettland (bis 1939)
Waldemar von Radetzky besuchte bis 1928 die Schule in Riga und absolvierte danach eine Lehre bei einer Rigaer Speditionsfirma. Von 1932 bis 1933 leistete er seinen Wehrdienst in der Lettischen Armee. Bis November 1939 war er danach in einer Rigaer Importfirma angestellt.
Infolge des Hitler-Stalin-Paktes von August 1939 geriet Lettland im Oktober 1939 in die Einflusssphäre der Sowjetunion. Mit Lettland wurde ein Umsiedlervertrag geschlossen, und die meisten Deutsch-Balten verließen Lettland und wurden in den Gauen Wartheland und Danzig-Westpreußen angesiedelt. Auch Radetzky verließ Lettland und ging nach Posen im Wartheland.

### Einsatz im Zweiten Weltkrieg (1939–45)
Ab November 1939 arbeitete Radetzky in der Einwandererberatungsstelle Posen, welche die Ansiedlung „Volksdeutscher“ im Warthegau unterstützte. Die Behörde wurde durch Standartenführer Erhard Kroeger geleitet, der als Führer der Volksdeutschen im Baltikum fungierte. Zum 13. Dezember 1939 trat Radetzky der SS bei (SS-Nummer 351.254). Bis Januar 1940 war Radetzky in der Einwandererberatungsstelle Posen tätig, dann im „Büro für die Wiedereingliederung Ethnischer Deutscher“. Am 12. August 1940 beantragte Radetzky die Aufnahme in die NSDAP und wurde zum 1. Dezember desselben Jahres aufgenommen (Mitgliedsnummer 8.047.747). Radetzky war bis zu seinem Weggang zum Reichssicherheitshauptamt (RSHA) im Büro für die Wiedereingliederung in Posen beschäftigt.
Im Mai 1941 wechselte Radetzky durch Vermittlung von Friedrich Buchardt zum RSHA, nachdem Himmler einen Offizier mit Russischkenntnissen angefordert hatte, der sich in der Sowjetunion auskannte. Radetzky kam nach Pretzsch an der Elbe, wo in der Grenzpolizeischule die Einsatzgruppen zusammengestellt und geschult wurden. Radetzky wurde dem von Paul Blobel geführten Sonderkommando 4a innerhalb der Einsatzgruppe C zugeteilt. Nach Beginn des Krieges gegen die Sowjetunion verlegte er mit dem Sonderkommando 4a nach Hrubieszów in Ostpolen und von dort in das ukrainische Lutsk. In Lutsk gehörte Radetzky einem Teilkommando des Sonderkommandos 4a an. Bei der Besetzung von Schitomir im Juli 1941 gehörte er dem Vorauskommando des Sonderkommandos 4a an, das zusammen mit dem Gruppenstab etwa „400 Juden, Kommunisten und NKWD-Informanten“ erschoss. Radetzky war dabei nach Feststellungen aus dem Einsatzgruppenprozess durch Übersetzungen von beschlagnahmten NKWD-Dokumenten und durch Teilnahme an Vernehmungen aktiv an der Selektion der Opfer beteiligt.
Von Dezember 1941 bis ins Frühjahr 1942 hatte Radetzky Heimaturlaub. Er meldete sich im März 1942 zurück zum Dienst beim Sonderkommando 4a, das inzwischen in Charkow in der Ostukraine stand. Neben seinen Aufgaben als Dolmetscher bei der Vernehmung von Gefangenen arbeitete er als Verbindungsoffizier zwischen dem Einsatzkommando und deutschen und ungarischen Heereseinheiten. Im November 1942 wurde Radetzky zum SS-Sturmbannführer befördert. Er blieb bis Dezember 1942 beim Sonderkommando 4a, das inzwischen von Eugen Steimle kommandiert wurde. Im Januar 1943 wechselte infolge der Zerschlagung der 6. Armee im Kessel von Stalingrad die Unterstellung der rückwärtigen Heeresgebiete im Einsatzgebiet des Sonderkommandos 4a, und Radetzky gehörte damit zur Einsatzgruppe B. Im Winter 1943/44 kehrte er nach Berlin zurück.

### Juristische Aufarbeitung nach Kriegsende (1945–1951)
Im Mai 1945 wurde Radetzky verhaftet. Von 1947 bis 1948 war Radetzky einer von 24 Angeklagten im Einsatzgruppen-Prozess, sein Verteidiger war Rechtsanwalt Dr. Paul Ratz unter Assistenz von Heinrich Rentsch. Der Richter war Michael A. Musmanno. Am 9. April 1948 wurde von Radetzky in allen drei Anklagepunkten – (1) Verbrechen gegen die Menschlichkeit, (2) Kriegsverbrechen und (3) Mitgliedschaft in einer kriminellen Organisation – für schuldig befunden. In der Urteilsbegründung wurde die Frage, ob Radetzky in Abwesenheit von Paul Blobel das Sonderkommando 4a führte – wie von Blobel im Zeugenstand angegeben – nicht abschließend beantwortet. Er wurde allerdings für schuldig erklärt, als Kommandoführer Teile des Sonderkommandos bei Erschießungen geführt zu haben, so in Lutsk. Radetzky wurde am 10. April 1948 zu 20 Jahren Haft verurteilt. Zur Verbüßung der Strafe wurde er in das Kriegsverbrechergefängnis Landsberg verbracht.
Im Zuge der intensivierten Diskussion der westdeutschen Wiederbewaffnung nach Ausbruch des Koreakrieges ab Sommer 1950 wandelte Hochkommissar John McCloy am 31. Januar 1951 auf Empfehlung des „Advisory Board on Clemency for War Criminals“ von den 15 Todesurteilen gegen in Landsberg Inhaftierte 4 in lebenslange Haftstrafen und 6 in Haftstrafen zwischen zehn und fünfundzwanzig Jahren um, während 5 Todesurteile vollstreckt werden sollten. Das Urteil gegen Radetzky wurde in der Haftlänge halbiert und in eine Freiheitsstrafe von 10 Jahren umgewandelt. Am 3. Februar 1951 wurde er freigelassen, nachdem ihm seine Resthaftzeit nach Anrechnung der seit 1945 verbüßten Zeit erlassen worden war.

### In der Bundesrepublik (1951–1990)
Nach seiner Freilassung erhielt er dank seiner Landsberger Kameraden, möglicherweise vermittelt durch den mit ihm befreundeten Alfried Krupp von Bohlen und Halbach, einen gut dotierten Posten bei der Bayer AG in Leverkusen. Bis zu seinem Tod in Leverkusen engagierte er sich in der Deutsch-Baltischen Landsmannschaft Nordrhein-Westfalen. 1976 gründete er zusammen mit seiner Ehefrau den „Carl-Schirren-Förderer-Kreis“ und die spätere „Georg-Dehio-Gesellschaft“. Diese erwarb u. a. die mittelalterliche Chorschranke der St. Petri-Kirche von Riga und gab Lexika deutschbaltischer Künstler und Wissenschaftler heraus. Die Sammlung baltischer Silberschmiedekunst des Ehepaares von Radetzky wird seit 2008 im Haus der Deutsch-Balten in Darmstadt ausgestellt. 1990 verstarb Waldemar von Radetzky.